# Rifargia terebroides
Rifargia terebroides är en fjärilsart som beskrevs av Rothschild 1917. Rifargia terebroides ingår i släktet Rifargia och familjen tandspinnare. Inga underarter finns listade.